# Coppell
Coppell é uma cidade localizada no estado norte-americano do Texas, no Condado de Dallas e Condado de Denton.

## Demografia
Segundo o censo norte-americano de 2000, a sua população era de 35.958 habitantes.
Em 2006, foi estimada uma população de 39.175, um aumento de 3217 (8.9%).

## Geografia
De acordo com o United States Census Bureau tem uma área de 38,6 km², dos quais 38,5 km² cobertos por terra e 0,1 km² cobertos por água.

## Localidades na vizinhança
O diagrama seguinte representa as localidades num raio de 12 km ao redor de Coppell.